# Luca Lanzenberger
Luca Lanzenberger (21 febbraio 1999) è un ex sciatore alpino austriaco.

## Biografia
Attivo dal dicembre del 2015, Lanzenberger non ha esordito in Coppa Europa o in Coppa del Mondo né preso parte a rassegne olimpiche o iridate; si è ritirato al termine della stagione 2020-2021 e la sua ultima gara è stata uno slalom gigante FIS disputato il 2 marzo a Reiteralm.

## Palmarès

### Campionati austriaci
- 1 medaglia:
  - 1 argento (combinata nel 2020)